# Sphagnum henryense
Sphagnum henryense är en bladmossart som beskrevs av Warnstorf 1900. Sphagnum henryense ingår i släktet vitmossor, och familjen Sphagnaceae. Inga underarter finns listade i Catalogue of Life.